# Kriminalbeamtenkorps

Kokarde und Abzeichen des Kriminalbeamtenkorps

Das Kriminalbeamtenkorps war ein eigener Wachkörper in Österreich und bestand bis zum 1. Juli 2005. Danach kam es zur Zusammenlegung mit dem Bundessicherheitswachekorps sowie der Bundesgendarmerie zur Bundespolizei.

## Ausbildung
Die einjährige Ausbildung zum Kriminalbeamten (KrB) konnte nach mindestens 5-jähriger Dienstzeit als (uniformierter) Sicherheitswachebeamter beginnen.
Die Ausbildung umfasste insbesondere
- Kriminalistik mit Kriminaltaktik, Kriminaltechnik und Polizeidienstkunde
- Kriminologie
- Staats- und Verfassungsrecht
- Strafrecht sowie die das Eingriffsrecht betreffenden Abschnitte des Strafprozessrechts
- Allgemeines Verwaltungsrecht sowie Besonderes Verwaltungsrecht hier insbesondere Polizeirecht
- Beamtenrecht
- Angewandte Psychologie
- Rechtsmedizin

Nach Abschluss wurde der Beamte einer im Kriminaldienst tätigen Dienststelle zugewiesen und versah Dienst in Zivilkleidung und zivilem Dienstwagen, war aber mit Dienstwaffe und sonstigem Gerät (z. B. Handschellen) ausgestattet.

## Kriminaldienst
Der Kriminaldienst war zuständig für die Ermittlung von Strafdelikten, also gerichtlich strafbaren Tatbeständen, die sich grob in folgende Gruppen gliedern lassen:
- Delikte gegen Leib und Leben (z. B. Mord)
- Delikte gegen fremdes Vermögen (z. B. Diebstahl, Raub, Betrug, Veruntreuung)
- Delikte gegen die Sittlichkeit (z. B. Vergewaltigung)
- Fälschungsdelikte (z. B. Urkundenfälschung, Geldfälschung)
- Suchtmitteldelikte

Kriminalbeamten wirkten also bei der gerichtlichen Strafverfolgung als exekutive Organe, die von der Staatsanwaltschaft oder dem Untersuchungsrichter zur operativen Ermittlung herangezogen werden konnten.

## Amtstitel
Bezüglich ihrer Amtstitel unterschieden sich im Kriminaldienst stehende Beamte grundsätzlich nicht von Sicherheitswachebeamten – entgegen einer teilweise auch durch Fernsehserien verbreiteten Meinung gab (und gibt) es keine „Kommissäre“ (Kommissar i. S. v. Teil-Amtsbezeichnungen der deutschen Polizeien) in Österreich.
| Dienst- Klasse        | 1957                         | 1967                                                    |
| --------------------- | ---------------------------- | ------------------------------------------------------- |
| Leitende Beamte       |                              |                                                         |
| VII                   | Kriminalzentralinspektor     | Kriminaloberst                                          |
| VI                    | Kriminalchefinspektor        | Kriminaloberstleutnant                                  |
| V                     | Kriminaloberinspektor 1. Kl. | Kriminalmajor                                           |
| IV                    | Kriminaloberinspektor 2. Kl. | Kriminalhauptmann Kriminaloberleutnant                  |
| III                   | Kriminalabteilungsinspektor  | Kriminalhauptmann Kriminaloberleutnant Kriminalleutnant |
| II                    | Kriminalabteilungsinspektor  | Kriminalhauptmann Kriminaloberleutnant Kriminalleutnant |
| Dienstführende Beamte |                              |                                                         |
| (IV) III-I            | Kriminalgruppeninspektor     | Kriminalgruppeninspektor                                |
| (IV) III-I            | Kriminalbezirksinspektor     |                                                         |
| (IV) III-I            | Kriminalrevierinspektor      |                                                         |
| Eingeteilte Beamte    |                              |                                                         |
| III-I                 | Kriminalrayonsinspektor      | Kriminalrayonsinspektor                                 |
| III-I                 | Kriminalbeamter              |                                                         |

| Kriminalbeamtenoberinspektor 1. Kl. |
| Kriminalbeamtenoberinspektor 2. Kl. |
| Kriminalbeamtenabteilungsinspektor  |
| Kriminalbeamtenbezirksinspektor     |
| Kriminalbeamtenrevierinspektor      |
| Kriminalbeamtenrayonsinspektor      |
| Kriminalbeamter                     |